# حامول رأس الرجاء
حامول رأس الرجاء (الاسم العلمي:Cuscuta capensis) هو نوع من النباتات يتبع جنس الحامول من الفصيلة المحمودية.